# 1752 ван герк
1752 ван герк (1752 van Herk) — астероїд головного поясу, відкритий 22 липня 1930 року.
Тіссеранів параметр щодо Юпітера — 3,608.